# Verkiezingen voor het Europees Parlement 2024/Kandidatenlijst/D66
De kandidatenlijst voor de Europese Parlementsverkiezingen 2024 in Nederland van de lijst D66 (lijstnummer 5) is na controle door de Kiesraad als volgt vastgesteld:
- vet: verkozen
- schuin: voorkeurdrempel overschreden

1. Gerbrandij, G.M. (Gerben-Jan), 's-Gravenhage - 253.866 stemmen
2. Garcia Hermida-van der Walle, R. (Raquel), Gorredijk - 100.504
3. van den Berg, B.G.P. (Brigitte), Beverwijk - 46.436
4. Mok, N.M. (Ellen), Rotterdam - 34.464
5. Caarls, S.J. (Susanne), 's-Gravenhage - 10.516
6. van Vlimmeren, L. (Leonne), Wenen (AT) - 3.383
7. Veen, J.J.W. (Jasper), 's-Gravenhage - 2.059
8. de Vries, L. (Laura), Westervoort - 11.702
9. Pannebakker, J.M. (Anita), Overijse (BE) - 4.529
10. Laurijssens-van Engelenhoven, E.F.C.N. (Emma), Etten-Leur - 7.184
11. Pi Van de Venne, P.R. (Pepijn), Sittard - 5.352
12. Huysmans, M. (Martijn), De Bilt - 1.841
13. Jacobs, K.J.E. (Karin), Sint Pieters Woluwe (BE) - 1.509
14. Nortier, H. (Hendri), Barneveld - 766
15. Schuurmans, J.G.M. (Anne), 's-Gravenhage - 2.506
16. Uzun, M. (Melih), Harderwijk - 1.802
17. van Leijen, R.M. (Robin), Maassluis - 926
18. Tollenaar, M.P.E. (Maarten), Leiden - 1.803
19. Krol, E.F. (Liesbeth), Koudekerk aan den Rijn - 1.355
20. Cazius, U.A. (Fons), Rotterdam - 687
21. Pack, S.B. (Stefan), 's-Gravenhage - 213
22. van Peski, C.J. (Caecilia Johanna), Tilburg - 2.889
23. van Hulst, D. (Daniëlle), Eymet (FR) - 735
24. Oulad Lmaroudia, A. (Amine), Heerlen - 2.305
25. Badoella, J.A. (Jane Arifa), Rijswijk - 804
26. Polomski, J. (Jolanta), Zeist - 907
27. Dijksma, M. (Marije), Amsterdam - 3.699
28. de Vries, C.G.J. (Christiaan), Oss - 1.142
29. Smits, S.J.P. (Stef), Venray - 1.357
30. Schonis, R.A.J. (Rutger), Middelburg - 929
31. El Ksaihi, Y. (Yassmine), Amsterdam - 1.325
32. Rijsberman, M.A. (Michiel), Almere - 542
33. van Huffelen, A.C. (Alexandra), Utrecht - 3.760
34. Ollongren, K.H. (Kajsa), Amsterdam - 9.853

GROENLINKS / Partij van de Arbeid (PvdA) ·
VVD · 
CDA - Europese Volkspartij · 
Forum voor Democratie ·
D66 ·
Partij voor de Dieren ·
50PLUS ·
PVV (Partij voor de Vrijheid) ·
JA21 ·
NL PLAN EU  ·
ChristenUnie ·
Staatkundig Gereformeerde Partij (SGP) ·
BBB ·
Meer Directe Democratie ·
SP (Socialistische Partij) ·
vandeRegio ·
Volt Nederland ·
Belang Van Nederland (BVNL) ·
NSC ·
Piratenpartij - De Groenen ·